# ゴクラクハゼ
ゴクラクハゼ（極楽鯊、学名：Rhinogobius giurinus）は、スズキ目ハゼ科に分類される魚の一種。東アジアの温暖な地域に分布するハゼで、日本では本州中部以南の川の下流域でよく見られる。

## 形態
成魚は全長12cmに達するが、6-10cmほどの個体が多い。オスの方がやや大きい。体は淡褐色で、頬に虫食い状の斑点があり、体側に黒褐色の斑が5-6個並ぶ。また全身に青い小斑点が点在する。
眼の後ろまで鱗があること、腹鰭が前後に長い楕円形になること、他種より比較的頭が大きいことなどで、いわゆるヨシノボリ類の中では区別が容易である。標準和名「ゴクラクハゼ」は、田中茂穂の命名による。

## 分布
日本・朝鮮半島・台湾・中国・ベトナムに分布する。日本での分布域は、秋田県及び茨城県以南の本州・四国・九州・南西諸島といった暖流に面した地域である。

## 生態
川の下流域の砂礫底に生息する。本種の若魚や成魚は純淡水域、もしくは比較的塩分濃度が薄い汽水域に多く、チチブ、テナガエビ類、イシマキガイなどと同所的に見られる。川を遡上する力はなく、流れが速い上流・中流まで達することはまずない。ただし陸封個体群も存在し、海から離れた湖沼やダムの中、およびその流入河川で見つかることがある。
水底に腹をつけ、砂礫や小石の間を泳ぎ回る。近寄ると石の下や草の間、砂の中に潜って隠れる。主に水生昆虫や甲殻類など底生小動物を捕食するが、付着藻類も食べるため、動物食を主とした雑食性である。
産卵期は7月から10月で、雄が石の下に雌を誘い、雌は石の天井に産卵する。雄は産卵・受精後も卵のそばに留まり孵化まで卵を保護する。孵化した仔魚は降海して2ヶ月ほど海（陸封個体群は湖沼など）で過ごし、全長2-3cmに成長した若魚は秋に川を遡上する。

## 人間との関係
本種を特に狙って漁獲し利用することはないが、他の小魚とともに混獲され、佃煮・味噌汁・唐揚げ・卵とじなどで食用にされることがある。水槽での飼育も比較的容易だが、縄張り争いや他魚の捕食が起こる場合がある。シンガポール、中東では国外外来種として定着している。